# JoAnne Stubbe
JoAnne Stubbe (11 juin 1946 - ) est une chimiste américaine connue pour ses travaux sur les ribonucléotide réductases pour lesquels elle reçoit la National Medal of Science en 2009.

## Formation et carrière
JoAnne Stubbe naît le 11 juin 1946 à Champaign (Illinois). En 1968, elle obtient un BS en chimie de l'université de Pennsylvanie. Après avoir obtenu son doctorat en chimie organique sous la direction du professeur George Kenyon de l'université de Californie à Berkeley en 1971, elle est post-doctorante à l'UCLA, où elle travaille sur la synthèse du LSD à partir du tryptophane avec Julius Rebek. Elle enseigne ensuite au Williams College (1972-1977) avant de se tourner vers la recherche. À l'université Brandeis, elle fait un deuxième postdoc avec Bob Abeles. Elle apprend à créer des inhibiteurs enzymatiques. Elle enseigne également à l'école de médecine de l'université Yale (1977-1980) en tant que professeure adjointe au département de pharmacologie.
En 1980, JoAnne Stubbe est recrutée à l'université du Wisconsin, où elle est professeure adjointe au département de biochimie puis titulaire en 1985. En 1987, elle est la première femme professeur titulaire du département de chimie du MIT.

## Recherches
JoAnne Stubbe publie plus de 300 articles scientifiques et elle est fréquemment reconnue pour les résultats de ses recherches. Elle révolutionne le domaine de la biochimie avec ses deux premiers articles scientifiques sur les enzymes énolase et pyruvate kinase.
Elle est la pionnière de l'utilisation des investigations spectroscopiques des interactions enzymatiques et a consacré la majeure partie de sa carrière à élucider les mécanismes biochimiques derrière les radicaux libres. Dans ses premiers travaux à Yale puis à l'université du Wisconsin, Stubbe découvre comment des enzymes appelées ribonucléotides réductases utilisent la chimie des radicaux libres pour convertir les nucléotides en désoxyribonucléotide, un processus essentiel dans la réparation et la réplication de l'ADN. Ces enzymes catalysent l'étape déterminante de la vitesse dans la biosynthèse de l'ADN. Son analyse du processus de réduction des nucléotides a mis en lumière le mécanisme d'action de la gemcitabine, un médicament anticancéreux d'Eli Lilly & Co., utilisé pour traiter divers carcinomes, tels que le cancer du pancréas, le cancer du sein et le cancer bronchique non à petites cellules.

## Reconnaissance
- 1986 Prix Pfizer pour la Chimie enzymatique[10]
- 1989 ICI – Prix Stuart Pharmaceutical de l'Excellence en Chimie[10]
- 1990 Prix de l'enseignement du MIT[11]
- 1991 Prix Fellow de l'Académie américaine des arts et des sciences[12]
- 1993 Prix Arthur C. Cope Scholar de l'American Chemical Society
- 1996 Médaille Theodore William Richards de l'ACS[13]
- 1997 : prix Alfred-Bader en chimie bioinorganique ou bioorganique[14] de l'American Chemical Society
- 1998 : médaille F.-Albert-Cotton d'excellence en chimie de l'American Chemical Society[15]
- 2004 : prix Repligen Award
- 2005 : médaille John-Scott[16]
- 2008 : prix Emil-Thomas-Kaiser  de la Protein Society[17]
- 2008 : prix de chimie de l'Académie nationale des sciences[18]
- 2008 : médaille Kirkwood[19]
- 2009 Prix Nakanishi de l'American Chemical Society[20]
- 2009 : National Medal of Science[21]
- 2009 : médaille Prelog de l'École polytechnique fédérale de Lausanne[22]
- 2010 : médaille Franklin de chimie
- 2010 : prix Welch
- 2010 : Murray Goodman Memorial Prize[23]
- 2014 : Penn Chemistry Distinguished Alumni Award[24]
- 2015 : American Chemical Society Remsen Award[25]
- 2017 : prix Pearl Meister Greengard[26]
- 2020 : médaille Priestley de l'American Chemical Society[5].